# Leland Ossian Howard
Leland Ossian Howard (* 11. Juni 1857 in Rockford, Illinois; † 1. Mai 1950) war ein US-amerikanischer Entomologe und Parasitologe.

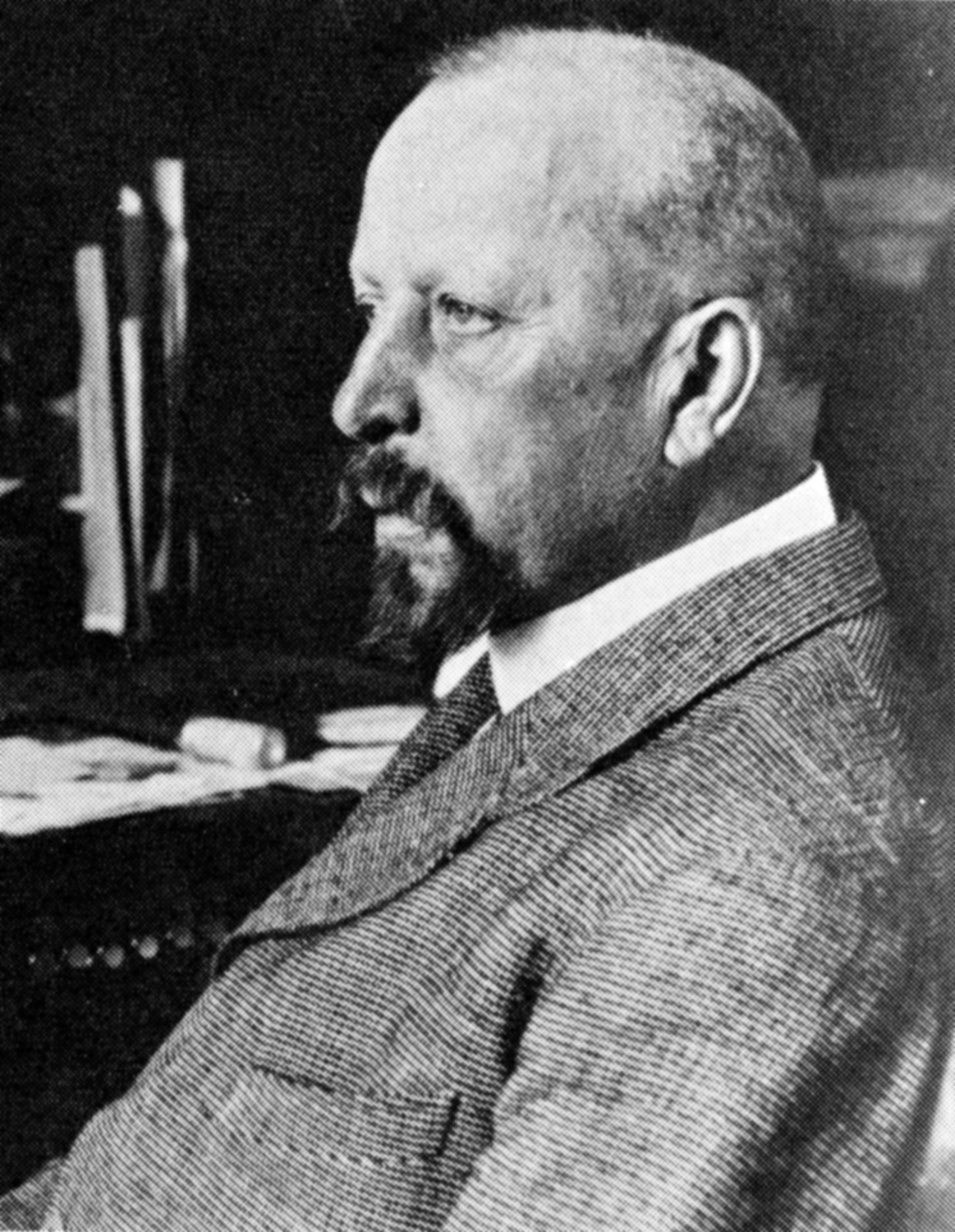
Leland Ossian Howard

## Leben
Howard studierte hauptsächlich Zoologie an der Cornell University, an der 1877 einen Bachelor-Abschluss machte und vier Jahre später einen Master in Botanik erhielt. Ab 1878 war er im Landwirtschaftsamt in Washington, D.C. als Entomologe tätig, zunächst als Assistent von Charles Valentine Riley. 1894 wurde er dort Chief Entomologist und damit Leiter von dessen Bureau of Entomology (Bureau wurde es erst 1904 nach einer erheblichen Steigerung der finanziellen Mittel, die vor allem Howard zu verdanken war). Er blieb 30 Jahre lang bis 1927 dessen Leiter und hatte in dieser Zeit großen Einfluss auf die entomologische Forschung in den USA, besonders zur Insektenbekämpfung. Daneben lehrte er Entomologie an verschiedenen Colleges und Universitäten. 1931 ging er offiziell in den Ruhestand.
Nachdem er schon die vormedizinische Ausbildung in Cornell absolviert hatte, studierte er Medizin in Abendkursen an der George Washington University und machte dort seinen M.D.-Abschluss. Er befasste sich mit vielen Fragen der angewandten Entomologie, besonders in der Landwirtschaft und Medizin (Mücken, Stubenfliegen als Krankheitsüberträger). Zum Beispiel erforschte er parasitierende Hautflügler und er war ein Pionier im Einsatz von Insektenparasiten in der Landwirtschaft. Bekannt wurde er durch sein in viele Sprachen übersetztes Buch Die Bedrohung durch Insekten (The Insect Menace). Auch sonst wurde er nicht müde, in populärwissenschaftlichen Veröffentlichungen die Gefahren durch Insekten und die Möglichkeiten ihrer Bekämpfung zu schildern.
Howard beschrieb 47 neue Insektengattungen und 294 neue Insektenarten, darunter 22 Stechmückenarten.
Er war Mitglied der National Academy of Sciences, der American Academy of Arts and Sciences, der American Philosophical Society und ständiger Sekretär der American Association for the Advancement of Science, deren Präsident er 1920 war. 1930 wurde er Ehrenmitglied der Akademie der Wissenschaften der UdSSR. 1894 bis 1907 war er Sekretär des Cosmos Club und 1909 dessen Präsident. Er war Ehren-Kurator des US National Museum (Smithsonian Institution, Washington D.C.) und ab 1904 Berater des Public Health Service in Insektenfragen.
Er war 1884 einer der Gründer der Entomological Society of Washington und Herausgeber der Zeitschrift Insect Life.
Howard war Ritter und Offizier der Ehrenlegion. Er war fünffacher Ehrendoktor, unter anderem an der Georgetown University und der George Washington University. 1931 erhielt er den Capper Award und er erhielt die Buffon Medaille des französischen naturhistorischen Museums. Er reiste viel, knüpfte zahlreiche internationale Kontakte und war Ehrenmitglied vieler ausländischer entomologischer Gesellschaften.

## Schriften
Er publizierte fast 1000 Aufsätze.
- Mosquitoes. How they live, how they carry disease, how they are classified and how they may be destroyed, McClure, Phillips & Co., 1901
- The Insect Book, Doubleday, Page & Company, 1901
- The House Fly-Disease Carrier: an account of its dangerous activities and of the means of destroying it, Frederick A. Stokes Company, 1911
- mit Harrison Gray Dyar, Frederick Knab Mosquitoes of North and Central America and the West Indies, Carnegie Institution of Washington, 1917
- The Insect Menace, New York, London, Century Co. 1931
- Fighting the insects: the story of an entomologist, MacMillan, 1933